# Phoenix (Oregon)
Pour les articles homonymes, voir Phénix (homonymie).
Phoenix est une municipalité américaine située dans le comté de Jackson en Oregon.
La ville est fondée dans les années 1850 par Samuel Colver. Elle est d'abord connue sous le nom de Gastown ou Gasburg. Elle aurait été renommée Phoenix à la suite d'un incendie ou en référence à une compagnie d'assurance pour laquelle travaillait le receveur des postes de la ville. Phoenix devient une municipalité le 13 octobre 1910.
Lors du recensement de 2010, sa population est de 4 538 habitants. La municipalité s'étend sur 1,44 milles carrés (3,73 km2).